# 三国志城博物館
三国志城博物館（さんごくしじょうはくぶつかん）は、かつて山口県光市にあった博物館。正式名称は石城の里三国志城博物館。1998年開館。2015年閉館。
三国時代 (中国)を対象とする資料館であり、展示品は、長編歴史時代小説「三国志演義」や三国時代の遺構・出土品を参考にして、中国成都市にある「武侯祠博物館」が監修し、四川省美術家協会の学芸員が制作した実物大の復元品・ジオラマ（立体模型）・絵画・拓本などであった。
毎年、5月4日、8月14日に三国志ファンイベント「三顧会」を行っていた。
2015年（平成27年）を以って館長の逝去により閉館。17年の歴史に幕を閉じた。

## 施設
- 第一展示場
  - 竹島古墳（魏と呉伝来の三角縁階段式神獣鏡が多数出土）の紹介
  - 諸葛孔明の食卓・書斎・着物・名武将画・戦場名場面画等
- 第二展示場
  - 三国時代のお墓から出土した装飾品
  - 江戸時代の三国志原本の一部、出師の表の拓本
- 第二展示場
  - 三国時代を再現したジオラマ
- 第四展示場
  - 成都武侯祠より拓本した三国時代の生活風景図などの画像石拓本

## 所在地・開館時間等
- 所在地 山口県光市塩田2585-1
- 開館時間 10:00～15:00　※2015年4月より
- 休館日 水曜日、木曜日(祝祭日を除く)、12月29日～31日　　※2015年4月より

## アクセス
- 自家用車 － 山陽自動車道 熊毛ICより約10分
- 徒歩 - JR山陽本線岩田駅から約25分。